# Interpay
Interpay was een Nederlandse ICT-onderneming die zich als bancaire organisatie bezighield met de verwerking van het elektronisch betalingsverkeer in Nederland.
Interpay is in 1994 ontstaan uit een fusie tussen drie Nederlandse bancaire organisaties: BeaNet, Eurocard en Bankgirocentrale. Interpay heeft zich ook beziggehouden met I-Pay; een betaalsysteem via internet.
Interpay Nederland was in het verleden merkeigenaar van betaalproducten zoals PIN, Chipknip, Acceptgiro en Incasso en tevens eigenaar van Rules & Regulations, de voorschriften waaraan deelnemers aan het betalingsverkeer in Nederland moeten voldoen. Door een toegenomen behoefte aan transparantie is het merkeigendom en de regelgeving in 2005 overgedragen aan de door de Nederlandse banken opgerichte organisatie Currence.
Als gevolg van de invoering van de euro in januari 2002 en het wegvallen van de nationale grenzen richtte Interpay zich vanaf 2003 niet alleen op de Nederlandse markt maar op de Europese markt. De komst van de Europese betaalzone (SEPA) had verregaande gevolgen voor Interpay. Vooruitlopend op de verwachte consolidatie zocht Interpay binnen Europa samenwerking en vond die in het Duitse Transaktioninstitut für Zahlungsdiensleistungen AG. Na de fusie gingen beide bedrijven verder als Equens.
In België worden vergelijkbare activiteiten ontplooid door Atos Worldline als een onderdeel van Atos.